# 2.ª etapa del Giro de Italia 2024
La 2.ª etapa del Giro de Italia 2024 tuvo lugar el 5 de mayo de 2024 y consistió en una etapa en ruta de media montaña con inicio en San Francesco al Campo y primer final en alto de la edición en Sacro Monte di Oropa sobre un recorrido de 161 km. Esta fue ganada por el esloveno Tadej Pogačar del equipo UAE Team Emirates, consiguiendo además el liderato de la prueba.

## Clasificación de la etapa
| San Francesco al Campo - Sacro Monte di Oropa | etapa de media montaña | (161 km) |

| \| Clasificación de la etapa \| Clasificación de la etapa \| Clasificación de la etapa \| Clasificación de la etapa \| Clasificación de la etapa \| \| Ciclista \| Ciclista \| Equipo \| Tiempo \| \| \| ------------------------- \| ------------------------- \| -------------------------- \| ------------------------- \| ------------------------- \| \| 1.º \| Tadej Pogačar \| UAE Team Emirates \| 3 h 54 min 20 s \| \| \| 2.º \| Daniel Felipe Martínez \| Bora-Hansgrohe \| + 27 s \| \| \| 3.º \| Geraint Thomas \| Ineos Grenadiers \| + 27 s \| \| \| 4.º \| Lorenzo Fortunato \| Astana Qazaqstan Team \| + 27 s \| \| \| 5.º \| Florian Lipowitz \| Bora-Hansgrohe \| + 27 s \| \| \| 6.º \| Michael Storer \| Tudor Pro Cycling Team \| + 30 s \| \| \| 7.º \| Cian Uijtdebroeks \| Team Visma \\| Lease a Bike \| + 30 s \| \| \| 8.º \| Einer Rubio \| Movistar Team \| + 30 s \| \| \| 9.º \| Juan Pedro López \| Lidl-Trek \| + 35 s \| \| \| 10.º \| Jan Hirt \| Soudal Quick-Step \| + 37 s \| \| |                        |                            |                 |
| |                        |                            |                 |
| Fuentes: ProCyclingStats Cycling Quotient |                        |                            |                 |
| Clasificación de la etapa |                        |                            |                 |
| Ciclista | Ciclista               | Equipo                     | Tiempo          |
| 1.º | Tadej Pogačar          | UAE Team Emirates          | 3 h 54 min 20 s |
| 2.º | Daniel Felipe Martínez | Bora-Hansgrohe             | + 27 s          |
| 3.º | Geraint Thomas         | Ineos Grenadiers           | + 27 s          |
| 4.º | Lorenzo Fortunato      | Astana Qazaqstan Team      | + 27 s          |
| 5.º | Florian Lipowitz       | Bora-Hansgrohe             | + 27 s          |
| 6.º | Michael Storer         | Tudor Pro Cycling Team     | + 30 s          |
| 7.º | Cian Uijtdebroeks      | Team Visma \| Lease a Bike | + 30 s          |
| 8.º | Einer Rubio            | Movistar Team              | + 30 s          |
| 9.º | Juan Pedro López       | Lidl-Trek                  | + 35 s          |
| 10.º | Jan Hirt               | Soudal Quick-Step          | + 37 s          |

## Clasificaciones al final de la etapa

### Clasificación general(Maglia Rosa)
| \| Clasificación general \| Clasificación general \| Clasificación general \| Clasificación general \| Clasificación general \| \| Ciclista \| Ciclista \| Equipo \| Tiempo \| \| \| --------------------- \| ---------------------- \| -------------------------- \| --------------------- \| --------------------- \| \| 1.º \| Tadej Pogačar \| UAE Team Emirates \| 7 h 08 min 29 s \| \| \| 2.º \| Geraint Thomas \| Ineos Grenadiers \| + 45 s \| \| \| 3.º \| Daniel Felipe Martínez \| Bora-Hansgrohe \| + 45 s \| \| \| 4.º \| Cian Uijtdebroeks \| Team Visma \\| Lease a Bike \| + 54 s \| \| \| 5.º \| Einer Rubio \| Movistar Team \| + 54 s \| \| \| 6.º \| Lorenzo Fortunato \| Astana Qazaqstan Team \| + 1 min 05 s \| \| \| 7.º \| Juan Pedro López \| Lidl-Trek \| + 1 min 09 s \| \| \| 8.º \| Jan Hirt \| Soudal Quick-Step \| + 1 min 11 s \| \| \| 9.º \| Esteban Chaves \| EF Education-EasyPost \| + 1 min 24 s \| \| \| 10.º \| Alexéi Lutsenko \| Astana Qazaqstan Team \| + 1 min 24 s \| \| |                        |                            |                 |
| |                        |                            |                 |
| Fuentes: ProCyclingStats Cycling Quotient |                        |                            |                 |
| Clasificación general |                        |                            |                 |
| Ciclista | Ciclista               | Equipo                     | Tiempo          |
| 1.º | Tadej Pogačar          | UAE Team Emirates          | 7 h 08 min 29 s |
| 2.º | Geraint Thomas         | Ineos Grenadiers           | + 45 s          |
| 3.º | Daniel Felipe Martínez | Bora-Hansgrohe             | + 45 s          |
| 4.º | Cian Uijtdebroeks      | Team Visma \| Lease a Bike | + 54 s          |
| 5.º | Einer Rubio            | Movistar Team              | + 54 s          |
| 6.º | Lorenzo Fortunato      | Astana Qazaqstan Team      | + 1 min 05 s    |
| 7.º | Juan Pedro López       | Lidl-Trek                  | + 1 min 09 s    |
| 8.º | Jan Hirt               | Soudal Quick-Step          | + 1 min 11 s    |
| 9.º | Esteban Chaves         | EF Education-EasyPost      | + 1 min 24 s    |
| 10.º | Alexéi Lutsenko        | Astana Qazaqstan Team      | + 1 min 24 s    |

### Clasificación por puntos(Maglia Ciclamino)
| Clasificación por puntos | Clasificación por puntos | Clasificación por puntos      | Clasificación por puntos | Clasificación por puntos |
| Ciclista                 | Ciclista                 | Equipo                        | Puntos                   |                          |
| ------------------------ | ------------------------ | ----------------------------- | ------------------------ | ------------------------ |
| 1.º                      | Filippo Fiorelli         | VF Group-Bardiani CSF-Faizanè | 42 pts                   |                          |
| 2.º                      | Tadej Pogačar            | UAE Team Emirates             | 27 pts                   |                          |
| 3.º                      | Jhonatan Narváez         | Ineos Grenadiers              | 25 pts                   |                          |
| 4.º                      | Lilian Calmejane         | Intermarché-Wanty             | 20 pts                   |                          |
| 5.º                      | Maximilian Schachmann    | Bora-Hansgrohe                | 18 pts                   |                          |
| 6.º                      | Davide Bais              | Team Polti Kometa             | 14 pts                   |                          |
| 7.º                      | Amanuel Ghebreigzabhier  | Lidl-Trek                     | 13 pts                   |                          |
| 8.º                      | Daniel Felipe Martínez   | Bora-Hansgrohe                | 12 pts                   |                          |
| 9.º                      | Andrea Piccolo           | EF Education-EasyPost         | 12 pts                   |                          |
| 10.º                     | Andrea Pietrobon         | Team Polti Kometa             | 11 pts                   |                          |

### Clasificación de la montaña(Maglia Azzurra)
| Clasificación de la montaña | Clasificación de la montaña | Clasificación de la montaña   | Clasificación de la montaña | Clasificación de la montaña |
| Ciclista                    | Ciclista                    | Equipo                        | Puntos                      |                             |
| --------------------------- | --------------------------- | ----------------------------- | --------------------------- | --------------------------- |
| 1.º                         | Tadej Pogačar               | UAE Team Emirates             | 51 pts                      |                             |
| 2.º                         | Daniel Felipe Martínez      | Bora-Hansgrohe                | 26 pts                      |                             |
| 3.º                         | Lilian Calmejane            | Intermarché-Wanty             | 20 pts                      |                             |
| 4.º                         | Andrea Piccolo              | EF Education-EasyPost         | 18 pts                      |                             |
| 5.º                         | Geraint Thomas              | Ineos Grenadiers              | 16 pts                      |                             |
| 6.º                         | Amanuel Ghebreigzabhier     | Lidl-Trek                     | 10 pts                      |                             |
| 7.º                         | Lorenzo Fortunato           | Astana Qazaqstan Team         | 9 pts                       |                             |
| 8.º                         | Giulio Pellizzari           | VF Group-Bardiani CSF-Faizanè | 8 pts                       |                             |
| 9.º                         | Filippo Fiorelli            | VF Group-Bardiani CSF-Faizanè | 7 pts                       |                             |
| 10.º                        | Giovanni Aleotti            | Bora-Hansgrohe                | 6 pts                       |                             |

### Clasificación de los jóvenes(Maglia Bianca)
| Clasificación del mejor joven | Clasificación del mejor joven | Clasificación del mejor joven | Clasificación del mejor joven | Clasificación del mejor joven |
| Ciclista                      | Ciclista                      | Equipo                        | Tiempo                        |                               |
| ----------------------------- | ----------------------------- | ----------------------------- | ----------------------------- | ----------------------------- |
| 1.º                           | Cian Uijtdebroeks             | Team Visma \| Lease a Bike    | 7 h 09 min 23 s               |                               |
| 2.º                           | Alex Baudin                   | Decathlon-AG2R La Mondiale    | + 44 s                        |                               |
| 3.º                           | Mauri Vansevenant             | Soudal Quick-Step             | + 48 s                        |                               |
| 4.º                           | Filippo Zana                  | Team Jayco AlUla              | + 1 min 11 s                  |                               |
| 5.º                           | Lucas Plapp                   | Team Jayco AlUla              | + 1 min 37 s                  |                               |
| 6.º                           | Henok Mulubrhan               | Astana Qazaqstan Team         | + 1 min 47 s                  |                               |
| 7.º                           | Georg Steinhauser             | EF Education-EasyPost         | + 1 min 53 s                  |                               |
| 8.º                           | Antonio Tiberi                | Bahrain Victorious            | + 1 min 54 s                  |                               |
| 9.º                           | Giulio Pellizzari             | VF Group-Bardiani CSF-Faizanè | + 1 min 57 s                  |                               |
| 10.º                          | Davide Piganzoli              | Team Polti Kometa             | + 2 min 10 s                  |                               |

### Clasificación por equipos"Súper team"
| Clasificación por equipos | Clasificación por equipos     | Clasificación por equipos | Clasificación por equipos |
| Equipo                    | Equipo                        | Tiempo                    |                           |
| ------------------------- | ----------------------------- | ------------------------- | ------------------------- |
| 1.º                       | Bora-Hansgrohe                | 21 h 29 min 51 s          |                           |
| 2.º                       | Ineos Grenadiers              | + 32 s                    |                           |
| 3.º                       | Astana Qazaqstan Team         | + 46 s                    |                           |
| 4.º                       | Decathlon-AG2R La Mondiale    | + 1 min 36 s              |                           |
| 5.º                       | VF Group-Bardiani CSF-Faizané | + 4 min 23 s              |                           |
| 6.º                       | EF Education-EasyPost         | + 5 min 32 s              |                           |
| 7.º                       | Team Jayco AlUla              | + 6 min 14 s              |                           |
| 8.º                       | Soudal Quick-Step             | + 6 min 17 s              |                           |
| 9.º                       | Team Visma \| Lease a Bike    | + 6 min 35 s              |                           |
| 10.º                      | Movistar Team                 | + 11 min 02 s             |                           |

## Abandonos
- Robert Gesink (Team Visma | Lease a Bike) no tomó la salida de la etapa tras una caída el día anterior.[2]